# Кробя (гміна)
Гміна Кро́бя (пол. Gmina Krobia) — місько-сільська гміна у північно-західній Польщі. Належить до Гостинського повіту Великопольського воєводства.
Станом на 31 грудня 2011 у гміні проживало 12984 особи.

## Територія
Згідно з даними за 2007 рік площа гміни становила 129.59 км², у тому числі:
- орні землі: 87.00 %
- ліси: 4.00 %

Таким чином, площа гміни становить 15.99 % площі повіту.

## Населення
Станом на 31 грудня 2011:
| Опис     | Загалом | Загалом | Чоловіки | Чоловіки | Жінки | Жінки |
| -------- | ------- | ------- | -------- | -------- | ----- | ----- |
| одиниця  | осіб    | %       | осіб     | %        | осіб  | %     |
| все      | 12984   | 100     | 6457     | 49.73    | 6527  | 50.27 |
| міське   | 4189    | 100     | 2063     | 49.25    | 2126  | 50.75 |
| сільське | 8795    | 100     | 4394     | 49.96    | 4401  | 50.04 |

## Сусідні гміни
Гміна Кробя межує з такими гмінами: Ґостинь, Мейська Ґурка, Пяски, Пемпово, Понець.